# Psorophora albipes
Psorophora albipes är en tvåvingeart som först beskrevs av Theobald 1907.  Psorophora albipes ingår i släktet Psorophora och familjen stickmyggor. Inga underarter finns listade i Catalogue of Life.